# Wahlkreis Gotha II
Der Wahlkreis Gotha II (Wahlkreis 15) ist ein Landtagswahlkreis in Thüringen. Er umfasst vom Landkreis Gotha die Stadt Gotha und die Gemeinde Hörsel.

## Landtagswahl 2024
Die Landtagswahl fand am 1. September 2024 statt. Das Direktmandat errang Stephan Steinbrück (AfD). Über die Landeslisten ihrer Parteien wurden ferner Matthias Hey (SPD) und Marion Rosin (CDU) in den Landtag gewählt.
| Gegenstand der Nachweisung | Gegenstand der Nachweisung | Erst- stimmen | Erst- stimmen | Zweit- stimmen | Zweit- stimmen |
| Bewerber                   | Partei                     | Anzahl        | %             | Anzahl         | %              |
| -------------------------- | -------------------------- | ------------- | ------------- | -------------- | -------------- |
| Wahlberechtigte            | Wahlberechtigte            | 36.558        | 36.558        | 36.558         | 36.558         |
| Wähler                     | Wähler                     | 24.357        | 24.357        | 24.357         |                |
| Ungültige Stimmen          | Ungültige Stimmen          | 398           | 1,6           | 215            | 0,9            |
| Gültige Stimmen            | Gültige Stimmen            | 23.959        | 98,4          | 24.142         | 99,1           |
| davon                      |                            |               |               |                |                |
| Sebastian Vogt             | DIE LINKE                  | 2.178         | 9,1           | 3.116          | 12,9           |
| Stephan Steinbrück         | AfD                        | 8.320         | 34,7          | 7.808          | 32,3           |
| Marion Rosin               | CDU                        | 4.557         | 19,0          | 4.833          | 20,0           |
| Matthias Hey               | SPD                        | 8.289         | 34,6          | 3.031          | 12,6           |
|                            | GRÜNE                      |               |               | 573            | 2,4            |
| Torsten Klöppel            | FDP                        | 305           | 1,3           | 218            | 0,9            |
|                            | TIERSCHUTZ hier!           |               |               | 275            | 1,1            |
|                            | ÖDP / Familie ..           | 34            | 0,1           |                |                |
|                            | PIRATEN                    | 82            | 0,3           |                |                |
|                            | MLPD                       | 28            | 0,1           |                |                |
|                            | BÜNDNIS DEUTSCHLAND        | 95            | 0,4           |                |                |
|                            | BSW                        | 3.572         | 14,8          |                |                |
|                            | FAMILIE                    | 113           | 0,5           |                |                |
|                            | FREIE WÄHLER               | 246           | 1,0           |                |                |
|                            | WU                         | 118           | 0,5           |                |                |
| Birger Gröning             | Einzelbewerber             | 310           | 1,3           |                |                |

## Landtagswahl 2019
Die Landtagswahl fand am 27. Oktober 2019 statt. 
| Direktkandidat     | Partei                      | Wahlkreisstimmen in % | Landesstimmen in % |
| ------------------ | --------------------------- | --------------------- | ------------------ |
| Marion Rosin       | CDU                         | 14,6                  | 16,1               |
| Bernd Fundheller   | DIE LINKE                   | 17,4                  | 31,1               |
| Matthias Hey       | SPD                         | 38,2                  | 16,4               |
| Stephan Steinbrück | AfD                         | 22,7                  | 22,5               |
| Felix Kalbe        | GRÜNE                       | 3,8                   | 4,6                |
| –                  | NPD                         | –                     | 0,6                |
| Martin Steinbrück  | FDP                         | 3,2                   | 3,7                |
| –                  | PIRATEN                     | –                     | 0,7                |
| –                  | Die PARTEI                  | –                     | 1,0                |
| –                  | KPD                         | –                     | 0,1                |
| –                  | TIERSCHUTZ hier!            | –                     | 1,0                |
| –                  | BGE                         | –                     | 0,2                |
| –                  | DIE DIREKTE!                | –                     | 0,2                |
| –                  | Blaue #Team Petry Thüringen | –                     | 0,1                |
| –                  | Graue Panther               | –                     | 0,5                |
| –                  | MLPD                        | –                     | 0,4                |
| –                  | ÖDP                         | –                     | 0,3                |
| –                  | Gesundheitsforschung        | –                     | 0,4                |

## Landtagswahl 2014
Bei der Landtagswahl in Thüringen 2014 traten folgende Kandidaten an:
| Name                              | Partei       | Anteil der Erststimmen | Landesstimmen |
| --------------------------------- | ------------ | ---------------------- | ------------- |
| Evelin Groß                       | CDU          | 24,9 %                 | 27,6 %        |
| Bernd Fundheller                  | DIE LINKE    | 23,7 %                 | 28,1 %        |
| Matthias Hey                      | SPD          | 38,9 %                 | 18,8 %        |
| Martin Steinbrück                 | FDP          | 2,8 %                  | 2,0 %         |
| Albrecht Loth                     | GRÜNE        | 4,2 %                  | 4,7 %         |
| Angela Winterstein                | NPD          | 5,5 %                  | 4,0 %         |
| -                                 | AfD          | -                      | 10,4 %        |
| -                                 | REP          | -                      | 0,2 %         |
| -                                 | Freie Wähler | -                      | 1,6 %         |
| -                                 | KPD          | -                      | 0,1 %         |
| -                                 | DIE PARTEI   | -                      | 0,7 %         |
| -                                 | PIRATEN      | -                      | 1,7 %         |
| Wahlberechtigte: 40.365 Einwohner |              |                        |               |
| Wahlbeteiligung: 48,6 %           |              |                        |               |

## Landtagswahl 2009
Bei der Landtagswahl in Thüringen 2009 traten folgende Kandidaten an:
| Name                              | Partei    | Anteil der Erststimmen |
| --------------------------------- | --------- | ---------------------- |
| Evelin Groß                       | CDU       | 25,0 %                 |
| Bernd Fundheller                  | Die Linke | 22,7 %                 |
| Matthias Hey                      | SPD       | 40,6 %                 |
| Torsten Köhler-Hohlfeld           | FDP       | 6,2 %                  |
| Klaus Städler                     | NPD       | 5,5 %                  |
| Wahlberechtigte: 42.033 Einwohner |           |                        |
| Wahlbeteiligung: 53,7 %           |           |                        |

## Landtagswahl 2004
Bei der Landtagswahl in Thüringen 2004 traten folgende Kandidaten an:
| Name                              | Partei | Anteil der Erststimmen |
| --------------------------------- | ------ | ---------------------- |
| Evelin Groß                       | CDU    | 40,7 %                 |
| Vera Fitzke                       | PDS    | 32,5 %                 |
| Helmut Rieth                      | SPD    | 16,4 %                 |
| Tobias Franke-Polz                | GRÜNE  | 5,2 %                  |
| Mike Wündsch                      | FDP    | 5,2 %                  |
| Wahlberechtigte: 42.829 Einwohner |        |                        |
| Wahlbeteiligung: 51,8 %           |        |                        |

## Landtagswahl 1999
Bei der Landtagswahl in Thüringen 1999 traten folgende Kandidaten an:
| Name                              | Partei | Anteil der Erststimmen |
| --------------------------------- | ------ | ---------------------- |
| Evelin Groß                       | CDU    | 45,6 %                 |
| Helmut Rieth                      | SPD    | 24,7 %                 |
| Heide Wildauer                    | PDS    | 25,8 %                 |
| Hartwig Bastian                   | REP    | 2,2 %                  |
| Mike Wündsch                      | FDP    | 1,6 %                  |
| Wahlberechtigte: 44.622 Einwohner |        |                        |
| Wahlbeteiligung: 62,8 %           |        |                        |

## Bisherige Abgeordnete
Direkt gewählte Abgeordnete des Wahlkreises Gotha II waren:
| Jahr | Name               | Partei | Anteil der Erststimmen |
| ---- | ------------------ | ------ | ---------------------- |
| 2024 | Stephan Steinbrück | AfD    | 34,7 %                 |
| 2019 | Matthias Hey       | SPD    | 38,2 %                 |
| 2014 | Matthias Hey       | SPD    | 38,9 %                 |
| 2009 | Matthias Hey       | SPD    | 40,6 %                 |
| 2004 | Evelin Groß        | CDU    | 40,7 %                 |
| 1999 | Evelin Groß        | CDU    | 45,6 %                 |
| 1994 | Johanna Köhler     | CDU    | 36,2 %                 |